# كاشانك (كتشو)
کاشانك (بالفارسية: کاشانک) هي قرية تقع في إيران في قسم کتشو الريفي. يقدر عدد سكانها بـ 12 نسمة بحسب إحصاء 2016.